# 23774 Хербелліот
23774 Хербелліот (23774 Herbelliott) — астероїд головного поясу, відкритий 26 червня 1998 року.
Тіссеранів параметр щодо Юпітера — 3,353.
Названо на честь австралійського легкоатлета Херба Елліота